# John Shakespeare

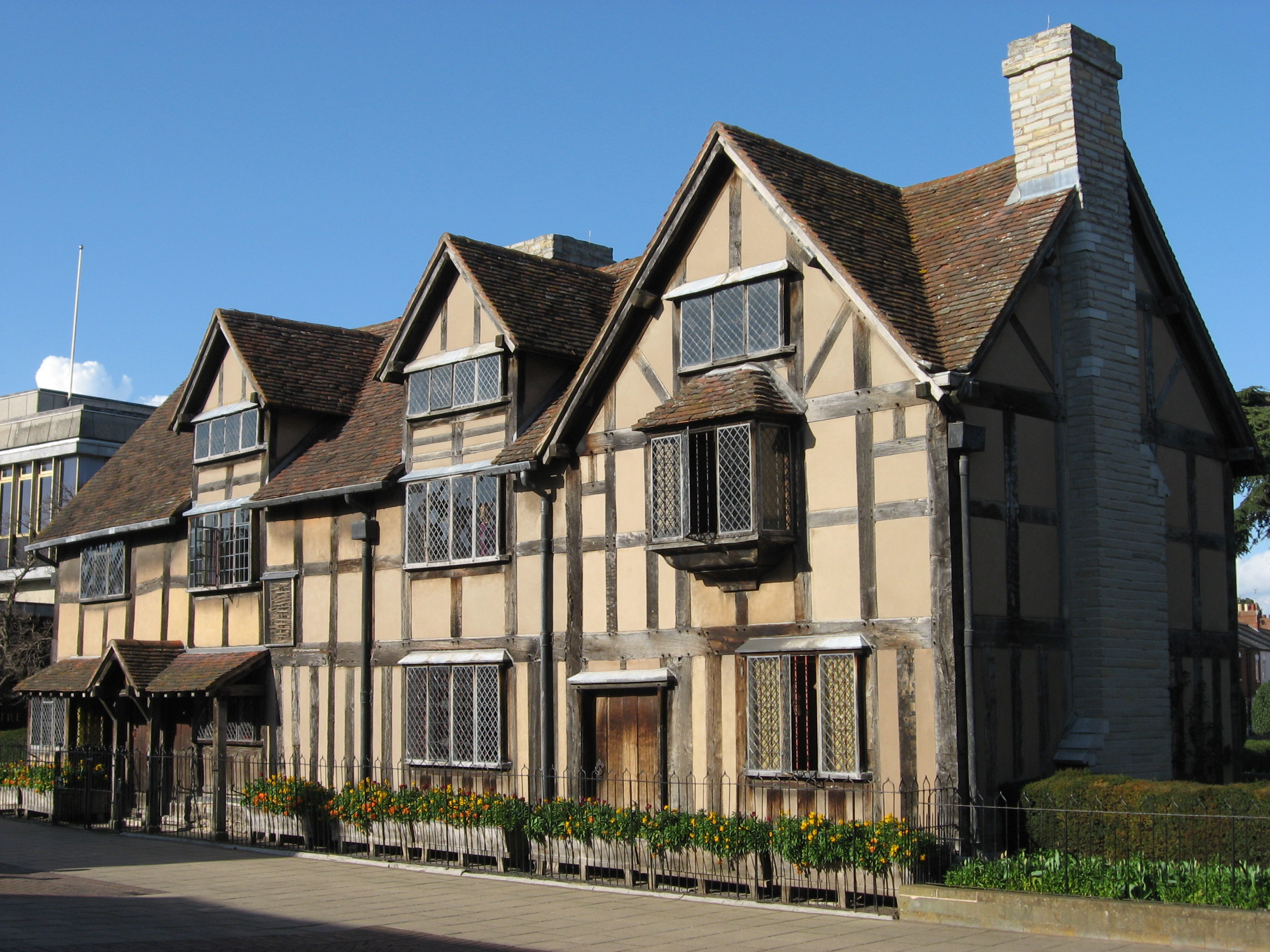
Dom nabyty przez Johna Shakespeare’a, w którym później urodził się jego syn, William.

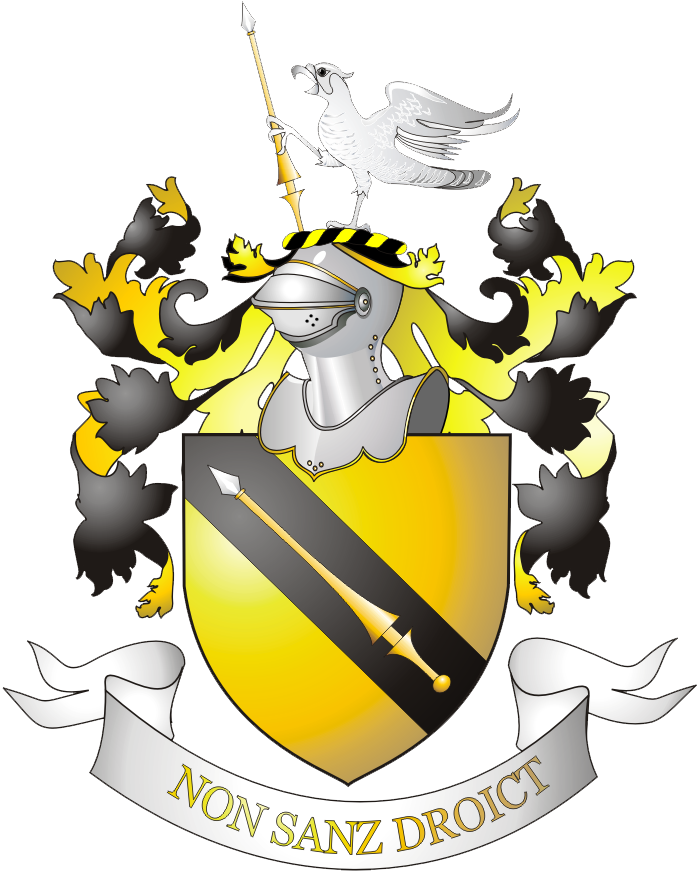
Herb, który radny miejski otrzymał w 1596 roku.

John Shakespeare (ur. 1529, zm. ok. 1601) – angielski rękawicznik, posiadacz ziemski i radny miejski w Stratford-upon-Avon, ojciec Williama Shakespeare’a. Prawdopodobnie ukryty katolik.
Podobnie jak o jego synu, Williamie, o Johnie wiadomo niewiele. Prawdopodobnie był synem Richarda Shakespeare’a ze Snitterfield, który w zamian za służbę dla króla Henryka VII otrzymał nadanie ziemskie.
Na początku swojej kariery odnosił liczne sukcesy. 2 października 1556 wszedł w posiadanie domu przy Henley Street w Stratford (tam później urodził się William). Poślubił Mary Arden, członkinię znanego i bogatego lokalnego rodu. Nie jest znana data ich ślubu, przyjmuje się, że miało to miejsce ok. 1557 roku. Mieli ośmioro dzieci, z których trójka zmarła wcześnie:
- Joan (1558 – 1569)
- Margaret (1562 – 1563)
- William (1564 – 1616)
- Gilbert (1566 – 1611)
- Joan (1569 – 1646)
- Anne (1571 – 1579)
- Richard (1574 – 1612)
- Edmund (1580 – 1607).

W 1564 John został radnym miejskim, jest to zarazem rok narodzin jego syna, Williama. W 1568 roku otrzymał tytuł Wysokiego Zarządcy.
Później jednak jego sytuacja się pogorszyła. Miał zatarg z prawem, co doprowadziło do tego, że utracił przywileje związane z byciem radnym. Oskarżano go także o nielegalny handel wełną - produkował rękawice, więc opłacalne było dla niego unikanie pośredników. Ostatnia wzmianka o nim pochodzi z 1597 roku, kiedy to pewną posiadłość kupił od niego George Badger. Prawdopodobnie umarł wkrótce po tym.
W XVIII w. na poddaszu jednego z budynków przy Henley Street w Stratford znaleziono dokument, w którym John Shakespeare zobowiązywał się, że w głębi duszy zawsze pozostanie katolikiem. Opisał go badacz Edmund Malone, lecz dokument ten zaginął, przez co jego autentyczność pozostaje nieweryfikowalna.